# Spiropes melanoplaca
Spiropes melanoplaca är en svampart som först beskrevs av Berk. & M.A. Curtis, och fick sitt nu gällande namn av M.B. Ellis 1968. Spiropes melanoplaca ingår i släktet Spiropes, divisionen sporsäcksvampar och riket svampar.   Inga underarter finns listade i Catalogue of Life.